# دراسات مواليد لوثيان الجماعية
دراسات مواليد لوثيان الجماعية تضم ثلاث دراسات جماعية، وتمزج البحث في علم النفس، وعلم الوبائيات، وعلم الشيخوخة.

## دراسة مواليد لوثيان الجماعية لعام 1921
لقد حققت دراسة مواليد لوثيان الجماعية لعام 1921 في ذكاء الطفولة، عند سن 11 عامًا، والنتائج الصحية عند كبر السن. وضمت الدراسة مجموعة من 551 بالغًا من مواليد منطقة لوثيان في اسكتلندا في عام 1921. وأسهمت المنشورات التي نتجت عن هذه الدراسة في المجال الجديد علم الوبائيات المعرفي. وإحدى أهم نتائج هذه الدراسة كانت أن الأطفال ذوي نسبة الذكاء الأعلى عند سن 11 عامًا لم يكونوا في أفضل حماية ضد الانحدار المعرفي في حياتهم المستقبلية. بل بدلاً من ذلك، كان لديهم قدرة معرفية أفضل عند كبر سنهم تعزى إلى زيادة استقرار مستوى الذكاء عبر حياتهم.

## دراسة مواليد لوثيان الجماعية لعام 1936
تعتبر دراسة مواليد لوثيان الجماعية لعام 1936 مجموعة مشابهة لدراسة عام 1921، ولكنها ضمت 1091 مشاركًا من مواليد عام 1936. كان حجم العينة أكبر من مجموعة عام 1921، وتم جمع المزيد من المعلومات المفصلة عن هؤلاء المولودين عام 1936.

## عينة 6 أيام
أجريت اختبارات ذكاء إضافية على 1208 أشخاص من مواليد اليوم الأول من الشهور التبادلية لعام 1936 (أي فبراير وأبريل ويونيو وأغسطس وأكتوبر وديسمبر)، مع تقديم معلومات مفصلة عن البيئة المنزلية. وتم جمع هذه البيانات الإضافية سنويًاعلى مدى الـ 16 عامًا التالية، وشملت زيارات منزلية من قبل الباحث.

## الأهداف والغايات
يمكن أن توفر دراسات مواليد لوثيان الجماعية معلومات عن العوامل المحددة للانحدار المعرفي، لأنه يتوافر لديها مقياس للذكاء قبل المرض الذي تم قياسه عند سن 11 عامًا. كما يمكن أن تستخدم أيضًا لتوفير معلومات عن الفروق الصحية عند كبر السن، مع أخذ عوامل الطفولة في الاعتبار.

## التمويل
تم تمويل دراسة مواليد لوثيان الجماعية لعام 1921 من قبل عدة مجالس لتمويل البحوث بالمملكة المتحدة وغيرها من الوكالات. وتم تمويل دراسة مواليد لوثيان الجماعية لعام 1936 من قبل مؤسسة كبار السن في المملكة المتحدة الخيرية ومؤسسة ساعد كبار السن الخيرية، التي أصبحت حديثًا جزءًا من مشروع العقل المفصول.

## الإشراف
يقوم البروفيسورإيان ديري في قسم علم النفس بجامعة إدنبرة بالإشراف على دراسات مواليد لوثيان الجماعية.

## وصلات خارجية
- Lothian Birth Cohort Studies
- Age UK
- Disconnected Mind –

‌